# Calvary
Pour les articles homonymes, voir Calvary (homonymie).
Pour plus de détails, voir Fiche technique et Distribution.
Calvary est un film irlando-britannique écrit et réalisé par John Michael McDonagh, sorti en 2014.

## Synopsis
La vie du père James, prêtre catholique, est brusquement bouleversée par la confession d’un mystérieux membre de sa paroisse, qui menace de le tuer. Alors qu’il s’efforce de continuer à s’occuper de sa fille – qu'il a eue d'une femme dont il était veuf avant de devenir prêtre – et d’aider ses paroissiens à résoudre leurs problèmes, le prêtre sent l’étau se refermer inexorablement sur lui, sans savoir s’il aura le courage d’affronter le calvaire très personnel qui l’attend. 

## Fiche technique
- Titre : Calvary
- Réalisation : John Michael McDonagh
- Scénario : John Michael McDonagh
- Montage : Chris Gill
- Musique : Patrick Cassidy et Liz Gallacher
- Photographie : Larry Smith
- Producteur : Chris Clark, Flora Fernandez-Marengo et James Flynn
  - Coproducteur : Elizabeth Eves et Aaron Farrell
  - Producteur délégué : Ronan Flynn et Robert Walak
  - Producteur exécutif : Patrick O'Donoghue
- Production : Irish Film Board, Lipsync Productions, Octagon Films et Reprisal Films
- Distribution : 20th Century Fox
- Pays d’origine : Irlande et Royaume-Uni
- Genre : Drame
- Durée : 105 minutes
- Dates de sortie :
  -  Royaume-Uni et  Irlande : 11 avril 2014
  -  Belgique : 1er octobre 2014
  -  France : 26 novembre 2014

## Distribution
- Brendan Gleeson : Père James Lavelle
- Chris O'Dowd : Jack Brennan
- Kelly Reilly : Fiona Lavelle
- Aidan Gillen : Dr Frank Harte
- Dylan Moran : Michael Fitzgerald
- Isaach de Bankolé : Simon
- M. Emmet Walsh : l'écrivain
- Marie-Josée Croze : Teresa
- Domhnall Gleeson : Freddie Joyce
- David Wilmot : Père Leary
- Pat Shortt : Brendan Lynch
- Gary Lydon (en) : Inspecteur Stanton
- Killian Scott : Milo Herlihy
- Orla O'Rourke : Veronica Brennan

## Distinctions

### Récompenses
- British Independent Film Awards 2014 : meilleur acteur pour Brendan Gleeson
- Boston Online Film Critics Association Awards 2014 : 
  - Meilleur acteur pour Brendan Gleeson
  - Meilleur scénario

### Nominations
- British Independent Film Awards 2014 :
  - Meilleur film
  - Meilleur réalisateur pour John Michael McDonagh
  - Meilleur scénario pour John Michael McDonagh
  - Meilleure production
  - Meilleur technicien pour Chris Wyatt (montage)
  - Meilleur technicien pour Tat Radcliffe (photographie)
  - Douglas Hickox Award du meilleur premier film pour Yann Demange